# Miquel Segura Aguiló
Miquel Segura Aguiló (Sa Pobla, 25 de gener de 1945) és un periodista, escriptor i argenter mallorquí.
Home polifacètic de la societat poblera, té una argenteria familiar al costat de l'ajuntament del seu poble, ja que està vinculat als xuetes de Mallorca, dels quals descendeix. És fill i net d'argenters i joiers.
Fou el president del Gremi de Joiers i Rellotgers de Mallorca durant la dècada dels vuitanta.
Ha col·laborat amb premsa local com a Última Hora, Diario de Baleares, Diario de Mallorca, i pel setmanari Brisas del grup Serra. Des de 1980-1989 fou el director de la revista Sa Pobla. Fou director de l'Institut Ramon Llull en Balears entre 2003-2004. Després va ser coordinador general de l'Institut d'Estudis Baleàrics (2004).
El 2008 fou nomenat ambaixador de Tarbut a les Balears, una associació d'Amics Lleidatans de la Cultura Hebrea. Col·labora amb entitats relacionades amb la cultura jueva com la Comunitat Jueva Progressista de Catalunya.
El 14 de juliol de 2017 li fou atorgat l'Escut d'Or de sa Pobla, la major distinció que concedeix l'Ajuntament d'aquesta localitat, en reconeixement de la seva trajectòria professional.

## Obres
Poesia
- A tall de mossegada (1980)

Narrativa
- La casa del pare (1997) novel·la.
- I de tot d'una fosca (2003)
- Els saragalls del desig (2005)
- Les restes del naufragi (2019)

Reportatges
- Possessions de Mallorca (1985, 1987, 1989 i 1992) Quatre volums.

Testimoni
- El darrer canonge (1991)
- Memòria xueta (1994)
- Les Illes inoblidables. Crònica d'emigrants (1995)
- Cuba en el cor (1996)
- Un lejano aroma de café. Crónica de mallorquines en Puerto Rico. (1997)
- Entre dos islas. Mallorquines en la República Dominicana(1998)
- Cuba i Mallorca.
- Pasión en blanco y negro (1999)
- Arrels xuetes, ales jueves (2006)
- La història som nosaltres (2012)